# Cassius Rospatt
Cassius Rospatt (* 9. April 1830 in Münstereifel; † 11. Oktober 1917) war ein deutscher Reichsgerichtsrat.

## Leben
Im Jahr 1851 wurde der Preuße Rospatt vereidigt und erst 1865 etatmäßiger Assessor. 1871 erfolgte die Ernennung zum Landgerichtsrat. 1882 wurde er Oberlandesgerichtsrat. 1886 wurde er an das Reichsgericht berufen. Er war im II. Zivilsenat tätig. Mit seinem 50-jährigen Dienstjubiläum 1901 wurde ihm der Rote Adlerorden II. Klasse mit Eichenlaub verliehen und er ging anschließend in den Ruhestand.

## Familie
Der Professor der Geschichte an der Universität Münster und Spätaufklärer Johann Joseph Rospatt (1801–1881) war sein Vater. Der preußische Verwaltungsbeamte und Landtagsabgeordnete Lambert Rospatt (1829–1902) und der Berliner Tiefbaurat Theodor Rospatt (1831–1901) waren seine Brüder.
Cassius Rospatt war seit 1859 mit Maria Anna Borlatti (* 11. Mai 1825 in Ahrweiler) verheiratet, die in diesem Jahr den Besitz ihres Großvaters Andreas Joseph Theresia Borlatti (1776–1859) in Lechenich erbte, wozu auch das Schloss Lechenich gehörte. Dort wohnte das Ehepaar bis zu seinem Umzug nach Kleve im Jahre 1865.

## Belege
1. ↑  Deutsche Juristen-Zeitung, Jahrgang 6 (1901), 475 (Memento vom 14. Juni 2013 im Internet Archive)
2. ↑  Walter Peltzer: Johann Daniel Fuhrmann und Johanna geb. Bung zu Lennep und ihre Nachkommen, 1927, S. 121, Kapitel 22, Julie und Lambert Rospatt. (Memento vom 11. Dezember 2014 im Internet Archive; pdf)
3. ↑  Frank Bartsch: Kontinuität und Wandel auf dem Lande. Die rheinpreußische Bürgermeisterei Lechenich im 19. und beginnenden 20. Jahrhundert (1815 1914). Weilerswist 2015 S. 652.

| Personendaten    | Personendaten               |
| ---------------- | --------------------------- |
| NAME             | Rospatt, Cassius            |
| KURZBESCHREIBUNG | deutscher Reichsgerichtsrat |
| GEBURTSDATUM     | 9. April 1830               |
| GEBURTSORT       | Münstereifel                |
| STERBEDATUM      | 11. Oktober 1917            |